# John West (1er comte De La Warr)
Pour les articles homonymes, voir John West et West.
John West, 1er comte De La Warr (4 avril 1693 - 16 mars 1766), connu sous le nom de Lord De La Warr entre 1723 et 1761, est un soldat, courtisan et homme politique britannique qui siège à la Chambre des communes de 1715 à 1722. 

## Biographie
Il est le fils de John West (6e baron De La Warr), et de Margaret, fille et héritière de John Freeman, un marchand de Londres,. 
Après avoir voyagé en Europe de l'Ouest, il est nommé greffier extraordinaire du Conseil privé en 1712. En 1715, il est élu au Parlement comme l'un des deux représentants de Grampound, un siège qu'il occupe jusqu'en 1722. En 1715, il devient également guidon et 1er major de la 1re troupe de gardes à cheval et est promu lieutenant-colonel en 1717. En 1723, il succède à son père dans la baronnie de De La Warr et entre à la Chambre des lords. Il est nommé Lord de la Chambre à coucher de George Ier et fait chevalier de l'Ordre du Bain en 1725. En 1728, il est admis à la Royal Society. 
En 1731, Lord De La Warr est admis au Conseil privé et nommé trésorier de la maison, poste qu'il occupe jusqu'en 1737. En 1732, il est nommé président de la Chambre des Lords en l'absence de Lord King, le Lord Chancelier. Il est partisan de sanctions sévères contre la ville d'Édimbourg après les émeutes porteous de 1736. Cette même année, il est envoyé en mission spéciale en Allemagne pour escorter la princesse Augusta de Saxe-Gotha en Grande-Bretagne, où elle doit devenir l'épouse de Frédéric de Galles. Lord Hervey décrit De La Warr comme "une personne longue, maigre et maladroite". De La Warr et la future princesse de Galles débarquèrent à Greenwich en avril 1736. 
En 1737, il est nommé gouverneur de New York et du New Jersey. Cependant, il n'a jamais voyagé en Amérique. Il poursuit sa carrière militaire tout en étant actif à la Chambre des Lords et combat à la bataille de Dettingen en 1743 pendant la Guerre de Succession d'Autriche. Le 30 août 1737, il est nommé colonel de la 1re troupe de gardes à cheval un poste qu'il occupe jusqu'à sa mort. Il devient brigadier-général en 1743, Major général en 1745, Lieutenant général en 1747 et général de cavalerie en 1765. En 1752, il est nommé gouverneur de Guernesey, poste qu'il occupe jusqu'à sa mort. En 1761, George III le crée vicomte Cantalupe et comte De La Warr. 

## Famille
Lord De La Warr se marie deux fois. Il épouse d'abord Charlotte, fille de Donough MacCarthy (4e comte de Clancarty) et Elizabeth Spencer, le 25 mai 1721. Ils ont deux fils et deux filles, dont Diana, épouse de John Clavering (en). Après la mort de sa première femme en février 1735, il épouse ensuite Anne, fille de Néhémie Walker et veuve de George Nevill, 13e baron Bergavenny, en 1742. Il n'y a pas d'enfants de ce mariage. Anne est décédée en juin 1748. Lord De La Warr est resté veuf jusqu'à sa mort en mars 1766, à l'âge de 72 ans. Son fils aîné, John West (2e comte De La Warr) lui succède. 